# 利器
利器（りき）とは一般に鋭利な刃物や鋭い武器の総称であるが、考古学においてこの語を使用する場合は、金属製（金属器）のみならず石製のもの（石器）などを含む。

## 利器の変遷
そのはじまりは、前期旧石器時代の握槌（にぎりづち、ハンド・アックス）で、狩猟、解体、伐採など多目的に用いた。
3万年前頃になると石斧が定型化して柄がつき、また、刃先を磨いた局部磨製石斧も登場した。これも、大型獣の狩猟や解体、木の伐採や切断、土掘りなど多用途の石器である。さらに石刃（せきじん）技法の誕生で片刃（かたば）のナイフ形石器が出現し、これは後期旧石器時代を特徴づける石器となる。
こののち、皮なめしの道具である掻器（そうき、スクレイパー）や槍先として使われた両刃（りょうば）の尖頭器（せんとうき、ポイント）など、用途別に各種の石器が出現し、旧石器時代の末葉に入ると一種の替刃（かえば）式の石器である細石刃（さいせきじん、マイクロリス）が現れる。
さらに、縄文時代に入ると弓矢の使用にともない石鏃（せきぞく）が登場し、また定住生活の普及にともない、携帯ナイフである石匙（いしさじ）や携帯ドリルである石錐（せきすい）なども使われるようになる。
金属器の使用が始まると、鋤（すき）・鍬（くわ）などの鉄製農具も加わり、従来狩猟のために用いられた利器が武器として用いられることも急増するが、考古学の佐原眞は、石鏃と鉄鏃（てつぞく）の比較実験を繰り返しおこなった結果、石鏃の利器としての性能は決して鉄鏃に劣るものではないことを証明した。材料工学的観点から云えば、金属器には石器には存在しない靭性と弾力性の故の優位を除けば、硬度だけでは双方の優劣を論じ得ないという事実がある（事実、金属を上回る硬度の鉱物は多数存在する。たとえば、モース硬度でいえばガラス（石英）は鋼鉄の上を行く数値を持っている)。
日本刀やドイツのゾーリンゲンの刃物は、利器としての品質にすぐれた鉄製品として知られている。
「文明の利器」と云う表現に於ける"利器"は"利"の文字が"と・き"（するど・き）意味を持ち、そこから転じて "使い勝手の良い、優れたもの（スグレモノ）" という意味となった用法である。なお、対義語である「鈍器」にはこのような用法が存在しない。